# Xie Zhenye
Xie Zhenye (Anji, 17 augustus 1993) is een Chinees sprinter. Hij nam driemaal deel aan de Olympische Spelen, met tweemaal een vierde plaats op de 4 × 100 m estafette als beste resultaat.

## Biografie

### Eerste successen als junior
Xie deed zijn eerste internationale ervaring op bij de Olympische jeugdzomerspelen in Singapore, waar hij deelnam aan de 200 m. In de finale hiervan was hij de snelste, voor de Japanner Keisuke Homma.
Twee jaar later veroverde de Chinees op de Aziatische U20-kampioenschappen in 21,15 s de titel op de 200 m en voegde er op de 100 m in 10,54 een zilveren medaille aan toe. Hij kwalificeerde zich ermee voor de wereldkampioenschappen voor U20-junioren in Barcelona, waar hij op de 100 m als achtste en op de 200 m als vijfde eindigde.

### OS- en WK-resultaten
In 2012 wist Xie zich tevens voor de eerste maal te kwalificeren voor de Olympische Spelen, die in Londen plaatsvonden. Hij werd uitgeschakeld in de reeksen van de 200 m. In het jaar dat volgde won hij deze afstand op de Aziatische kampioenschappen en veroverde hij als lid van het Chinese estafetteteam brons op de 4 × 100 m.
Brons op dit estafette-onderdeel werd het ook in 2014 op de IAAF World Relays op de Bahama's in de B-finale, naast een zevende plaats op de 4 × 200 m. Het jaar werd afgerond met winst op de 4 × 100 m estafette tijdens de Aziatische Spelen in Zuid-Korea, waar Xie met 20,74 tevens een Chinees record vestigde in de series van de 200 m, maar waarop hij in de halve finale vanwege een valse start werd gediskwalificeerd.
Tijdens de wereldkampioenschappen van 2015 in Peking behaalde Xie samen met Mo Youxue, Su Bingtian en Zhang Peimeng de zilveren medaille op de 4 × 100 m.
In 2016 nam Xie opnieuw deel aan de Olympische Spelen, die deze keer in Rio de Janeiro plaatsvonden. Hij kwam uit op zowel de 100 m als de 4 × 100 m estafette. Op het individuele onderdeel eindigde hij op de zevende plaats in de halve finale, waarmee hij zich niet kwalificeerde voor de finale. Op het estafetteonderdeel verging het hem beter. Het Chinese team kwalificeerde zich via 37,82 s voor de finale. Hierin finishte dit team, naast Xie bestaande uit Tang Xingqiang, Su Bingtian en Zhang Peimeng, met 37,90 op een vierde plaats net buiten de medailles.
Ook op de uitgestelde Olympische Spelen van Tokio in 2021 kwam Xie in actie. Dit keer kwam uit op de 100 m, 200 m en de 4 × 100 m estafette. Op de 200 m eindigde hij opnieuw op de zevende plaats in de halve finale, waarmee hij zich niet kwalificeerde voor de finale. Daarnaast kwam hij op de 100 m niet verder dan de reeksen. Op het estafetteonderdeel verging het hem opnieuw beter. Het Chinese team kwalificeerde zich via 37,92 s voor de finale. Hierin finishte dit team, naast Xie bestaande uit Tang Xingqiang, Su Bingtian en Wu Zhiqiang, met 37,79 op een vierde plaats net buiten de medailles.

## Titels
- Aziatisch kampioen 200 m - 2013, 2019
- Aziatische Spelen kampioen 4 × 100 m - 2014
- Aziatisch kampioen U20 200 m - 2012
- Chinees kampioen 100 m - 2014, 2017, 2020
- Chinees kampioen 200 m - 2012, 2014, 2015, 2020, 2021
- Olympisch jeugdkampioen 200 m - 2010

## Persoonlijke records
Outdoor
| Onderdeel | Prestatie             | Datum            | Plaats    |
| --------- | --------------------- | ---------------- | --------- |
| 100 m     | 9,97 (+0,9 m/s)       | 19 augustus 2018 | Montreuil |
| 200 m     | 19,88 (+0,9 m/s) (AR) | 21 juli 2019     | Londen    |

Indoor
| Onderdeel | Prestatie | Datum        | Plaats     |
| --------- | --------- | ------------ | ---------- |
| 60 m      | 6,52      | 3 maart 2018 | Birmingham |
| 200 m     | 20,93     | 7 maart 2013 | Nanjing    |

## Palmares

### 60 m
- 2016: 4e WK indoor - 6,53 s
- 2018: 4e WK indoor - 6,52 s

### 100 m
- 2012:  Aziatische jeugdkamp. - 10,54 s
- 2012: 8e WK U20 - 10,49 s
- 2016: 7e in ½ fin. OS - 10,11 s
- 2019: 4e in ½ fin. WK - 10,14 s
- 2021: 5e in series OS - 10,16 s

### 200 m
- 2010:  Olympische Jeugdzomerspelen - 21,22 s
- 2012: 5e WK U20 - 20,66 s
- 2012:  Aziatische jeugdkamp. - 21,15 s
- 2012: 6e in reeksen OS - 20,69 s
- 2013: 5e in reeksen WK - 20,74 s
- 2015: DSQ in reeksen WK
- 2019: 7e WK - 20,14 s (+0,3 m/s)
- 2021: 7e in ½ fin. OS - 20,45 s (in serie 20,34 s)

### 4 × 100 m
- 2014:  Aziatische Spelen - 37,99 s
- 2015:  WK - 38,01 s
- 2016: 4e OS - 37,90 s (in serie 37,82 s)
- 2017:  IAAF World Relays - 39,22 s
- 2017: 4e WK - 38,34 s
- 2019: 6e WK - 38,07 s (in serie 37,79 s = NR)[1]
- 2021: 4e OS - 37,79 s

### 4 × 200 m
- 2014: 7e IAAF World Relays - 1.25,83